# Frutioidia nefara
Frutioidia nefara är en insektsart som beskrevs av Irena Dworakowska 1979. Frutioidia nefara ingår i släktet Frutioidia och familjen dvärgstritar.
Artens utbredningsområde är Vietnam. Inga underarter finns listade i Catalogue of Life.